# Championnats d'Amérique du Nord de patinage artistique 1969
Navigation
Édition précédente Édition suivante
Les 23e championnats d'Amérique du Nord de patinage artistique ont lieu du 6 au 8 février 1969 à la Coliseum Arena d'Oakland dans l'État de Californie aux États-Unis.
Quatre épreuves y sont organisées: messieurs, dames, couples artistiques et danse sur glace.

## Podiums
| Épreuves                            | Or                                 | Argent                          | Bronze                            |
| ----------------------------------- | ---------------------------------- | ------------------------------- | --------------------------------- |
| Messieurs résultats détaillés       | Tim Wood                           | Jay Humphry                     | John Misha Petkevich              |
| Dames résultats détaillés           | Janet Lynn                         | Karen Magnussen                 | Linda Carbonetto                  |
| Couples résultats détaillés         | Cynthia Kauffman / Ronald Kauffman | JoJo Starbuck / Kenneth Shelley | Mary Petrie / Robert McAvoy       |
| Danse sur glace résultats détaillés | Donna Taylor / Bruce Lennie        | Judy Schwomeyer / James Sladky  | Debbie Gerken / Raymond Tiedemann |

## Tableau des médailles
| Rang  | Nation     | Or | Argent | Bronze | Total |
| ----- | ---------- | -- | ------ | ------ | ----- |
| 1     | États-Unis | 3  | 2      | 2      | 7     |
| 2     | Canada     | 1  | 2      | 2      | 5     |
| Total | Total      | 4  | 4      | 4      | 12    |

## Détails des compétitions

### Messieurs
| Rang | Nom                  | Pays       |
| ---- | -------------------- | ---------- |
| 1    | Tim Wood             | États-Unis |
| 2    | Jay Humphry          | Canada     |
| 3    | John Misha Petkevich | États-Unis |
| 4    | Gary Visconti        | États-Unis |
| 5    | David McGillivray    | Canada     |
| 6    | Toller Cranston      | Canada     |

### Dames
| Rang | Nom               | Pays       |
| ---- | ----------------- | ---------- |
| 1    | Janet Lynn        | États-Unis |
| 2    | Karen Magnussen   | Canada     |
| 3    | Linda Carbonetto  | Canada     |
| 4    | Albertina Noyes   | États-Unis |
| 5    | Julie Lynn Holmes | États-Unis |
| 6    | Cathy Lee Irwin   | Canada     |

### Couples
| Rang | Nom                                | Pays       |
| ---- | ---------------------------------- | ---------- |
| 1    | Cynthia Kauffman / Ronald Kauffman | États-Unis |
| 2    | JoJo Starbuck / Kenneth Shelley    | États-Unis |
| 3    | Mary Petrie / Robert McAvoy        | Canada     |
| 4    | Melissa Militano / Mark Militano   | États-Unis |
| 5    | Anna Forder / Richard Stephens     | Canada     |
| 6    | Sandra Bezic / Val Bezic           | Canada     |

### Danse sur glace
| Rang | Nom                               | Pays       |
| ---- | --------------------------------- | ---------- |
| 1    | Donna Taylor / Bruce Lennie       | Canada     |
| 2    | Judy Schwomeyer / James Sladky    | États-Unis |
| 3    | Debbie Gerken / Raymond Tiedemann | États-Unis |
| 4    | Mary Church / Tom Falls           | Canada     |
| 5    | Joan Bitterman / Brad Hislop      | États-Unis |
| 6    | Hazel Pike / Phillip Boskill      | Canada     |